# Brenda Jagger
 (mai 2010).
Si vous disposez d'ouvrages ou d'articles de référence ou si vous connaissez des sites web de qualité traitant du thème abordé ici, merci de compléter l'article en donnant les références utiles à sa vérifiabilité et en les liant à la section « Notes et références ».
Pour les articles homonymes, voir Jagger.
Brenda Jagger (1936-1986) est une écrivaine britannique qui connut un grand succès  dans les années 1980 avec une série de romans situés dans l'Angleterre du XIXe siècle ou la Rome antique. Elle publie son premier roman, Antonia, en 1978 puis deux ans plus tard rencontre un succès commercial international avec Les Chemins de Maison haute. Publié en France par les éditions Belfond, il se vendra à plus de 700 000 exemplaires.

## Biographie
Elle est née en 1936 dans le Yorkshire au Royaume-Uni. Mariée, elle a donné naissance à trois filles. Elle a mené une carrière d'officier de probation avant de publier des romans qui rencontrèrent un grand succès commercial.

## Regards sur l'œuvre
L'œuvre de Brenda Jagger a parfois été définie comme relevant du roman d'amour historique. Néanmoins certains critiques ont souligné les qualités littéraires de ces romans, leurs personnages à la psychologie finement tracée et la manière vivante dont le contexte social et historique est décrit rendent cette œuvre infiniment plaisante à découvrir.
Les Chemins de Maison haute, Le Silex et la Rose et Retour à Maison haute constituent la « trilogie Barforth », du nom de la famille dont le destin est décrit sur une période de plus de cinquante ans dans ces romans. Les intrigues décrivent à travers un personnage féminin les succès et les malheurs de cette famille d'industriels dans une Angleterre en pleine révolution industrielle. Outre les intrigues sentimentales, ces livres décrivent l'impact de l'industrialisation, l'émergence du Chartisme ainsi que le débat politique et social ayant abouti aux premières lois améliorant les conditions de travail des enfants.

## Œuvres
- 1978 : Antonia, Hodder & Stoughton (Londres). Traduit et publié en France par Belfond sous le même titre, 1985.
- 1980 : The Clouded Hills, Macdonald (Londres), publié aux États-Unis sous le titre Verity, Doubleday (New York, NY), 1980. Traduit et publié en France par Belfond sous le titre Les Chemins de Maison haute, 1981.
- 1981 : Flint and Roses, Macdonald (Londres), publié aux États-Unis sous le titre The Barforth Women, Doubleday (New York, NY), 1982. Traduit et publié en France par Belfond sous le titre Le Silex et la Rose, 1982.
- 1982 : The Sleeping Sword, Macdonald (Londres), publié aux États-Unis sous le titre An Independent Woman, New American Library (New York, NY), 1983. Traduit et publié en France par Belfond sous le titre Retour à Maison haute, 1984.
- 1983 : Days of Grace, Collins (Londres). Traduit et publié en France par Belfond sous le titre Un manoir sur la lande, 1990.
- 1984 : A Winter's Child, Collins (Londres), William Morrow (New York City), 1984. Traduit et publié en France par Belfond sous le titre La Chambre bleue, 1988.
- 1985 : A song twice over, Collins, (Londres), 1985. Traduit et publié par Belfond sous le titre L'Amour revient toujours, 1991.
- 1986 : Distant Choices, Collins, (Londres). Traduit et publié par Belfond sous le titre Brèves passions, 1993.